# بيلي فيسك
بيلي فيسك (بالإنجليزية: Billy Fiske)‏ هو متزلج جماعي وطيار أمريكي، ولد في 4 يونيو 1911 في بروكلين في الولايات المتحدة، وتوفي في 17 أغسطس 1940 في تشيتشستر في المملكة المتحدة بسبب قتل في المعركة.

## وصلات خارجية
- بيلي فيسك على موقع أوليمبيديا (الإنجليزية)